# Onthophagus hirsutus
Onthophagus hirsutus là một loài bọ cánh cứng trong họ Bọ hung (Scarabaeidae).